# Dritter Italienischer Unabhängigkeitskrieg
Custozza – Lissa – Bezzecca

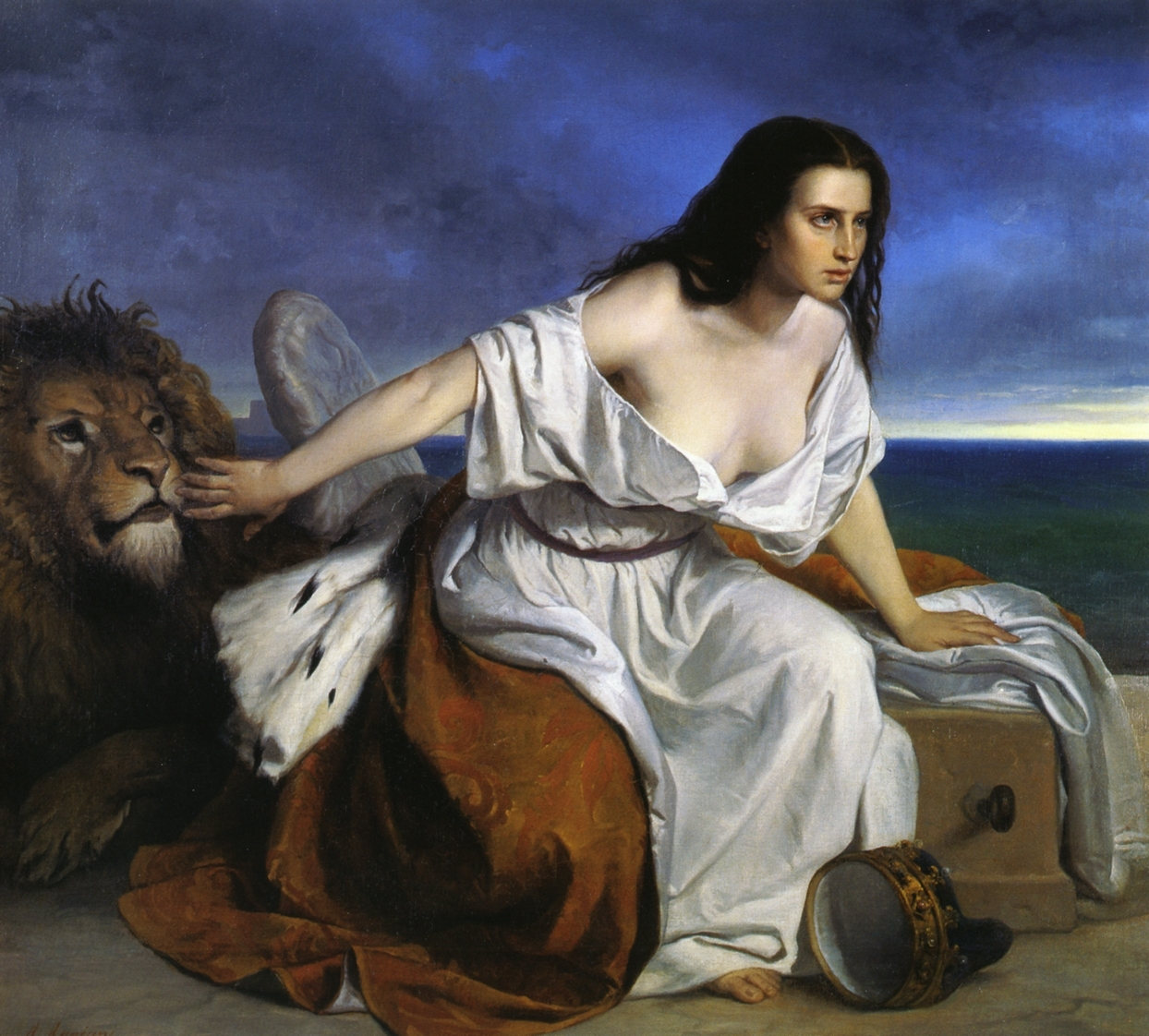
Andrea Appiani: Venezia che spera. Allegorie Venedigs (Löwe), auf die Vereinigung mit Italia hoffend.

Der Dritte Italienische Unabhängigkeitskrieg (italienisch Terza Guerra d’Indipendenza Italiana) war ein Krieg zwischen dem Königreich Italien und dem Kaisertum Österreich. Er fand 1866 zeitgleich mit dem Preußisch-Österreichischen Krieg statt und endete darin, dass das österreichische Königreich Lombardo-Venetien nach Kriegsende an Frankreich übergeben wurde und anschließend durch ein Plebiszit an Italien gelangte. Die Übergabe der wohlhabenden und bevölkerungsreichen Region Venetien an Italien war ein bedeutender Schritt in der italienischen Einigung.

## Hintergrund
Viktor Emanuel II. Von Savoyen war am 17. März 1861 zum König von Italien ernannt worden, kontrollierte jedoch weder Venetien noch die stark reduzierten Kirchenstaaten. Die Situation der Irredente, einer späteren italienischen Bezeichnung für einen Teil des Landes unter ausländischer Herrschaft, die wörtlich „nicht eingelöst“ bedeutet, war eine unaufhörliche Spannungsquelle in der Innenpolitik des neuen Königreichs und ein Eckpfeiler seiner Außenpolitik.
Der erste Versuch, Rom zu erobern, wurde 1862 von Giuseppe Garibaldi inszeniert. Im Vertrauen auf die Neutralität des Königs segelte er von Genua nach Palermo. Er sammelte 1.200 Freiwillige, segelte von Catania aus und landete am 24. August in Melito, Kalabrien, um den Berg Aspromonte zu erreichen, mit der Absicht, nach Norden die Halbinsel hinauf nach Rom zu reisen. Der piemontesische General Enrico Cialdini sandte jedoch eine Division unter Oberst Pallavicino, um die Freiwilligenarmee zu stoppen. Garibaldi wurde in der Schlacht von Aspromonte verwundet und zusammen mit seinen Männern gefangen genommen.
Die zunehmende Zwietracht zwischen Österreich und Preußen über die Deutsche Frage führte 1866 zu einem offenen Krieg, der Italien Gelegenheit bot, Venetien zu erobern. Am 8. April 1866 unterzeichnete die italienische Regierung ein Militärbündnis mit Preußen durch die Vermittlung des französischen Kaisers Napoleon III.
Italienische Armeen, angeführt von General Alfonso Ferrero La Marmora, sollten die Österreicher an der Südfront angreifen. Gleichzeitig planten die Italiener, ihre dalmatinische Überlegenheit auszunutzen und die dalmatinische Küste zu bedrohen und Triest zu erobern.

## Militärische Situation
Bei Ausbruch des Krieges behinderten folgende Faktoren die Einheit des italienischen Militärs:
- Die problematische Zusammenführung und Verschmelzung der Armeen des Königreichs Sardinien und des Königreichs beider Sizilien, der beiden größten Bestandteile des 1861 gegründeten Königreichs Italien. Da sich die zwei Teilstaaten zuvor bekämpft hatten, ergaben sich Unklarheiten und Streitigkeiten bei der Zuordnung der Befehlskette.[6] Hinzu kam, dass der Groll und der erbitterte Widerstand in Süditalien dem Brigantenwesen in Sizilien nach der Entstehung des Königreichs Italien bedeutenden Auftrieb verliehen hatten.
- Eine noch stärkere Rivalität bestand zwischen den zwei Marinen, die 1861 zur einheitlichen Regia Marina („Königliche Marine“) zusammengeschlossen worden waren.

## Verlauf
Am 8. April 1866 schloss die italienische Regierung unter Führung des Generals La Marmora in Berlin ein Militärbündnis mit Preußen unter Otto von Bismarck. Unter Vermittlung Frankreichs, das sich von Wien nur mühsam zur Neutralität bewegen ließ, schloss sich Italien der preußischen Kriegserklärung an Österreich an. Sowohl Preußen als auch Italien sahen Österreich als Hindernis auf dem Weg zu ihrer jeweiligen nationalen Einigung.
Italien griff in drei Bereichen an: von der Lombardei aus das österreichische Festungsviereck Mantua–Peschiera del Garda–Verona–Legnago; von der Emilia-Romagna aus Venetien; im Bereich der Alpen das Trentino. Der militärische Verlauf erwies sich von Beginn weg als extrem negativ: die Schlacht bei Custozza am 24. Juni und die Seeschlacht von Lissa am 20. Juli endeten mit italienischen Niederlagen. Erfolge erzielte man im Trentino mit dem Sieg Garibaldis in der Schlacht bei Bezzecca am 21. Juli und dem Einmarsch Medicis in der Valsugana.
Nach dem preußischen Sieg in der Schlacht bei Königgrätz musste Österreich schließlich kapitulieren. Am 12. August 1866 wurde im friaulischen Cormòns der Waffenstillstand zwischen Österreich und Italien unterzeichnet.

## Kriegsfolgen
Im Frieden von Prag vom 23. August 1866 sahen Berlin und Wien den Übergang des Königreichs Lombardo-Venetien an Italien vor. Nachdem Napoleon III. als Vermittler zwischen Preußen und Österreich fungiert hatte, war Venetien nebst dem Festungsviereck einstweilen an Frankreich gelangt. Die Übergabe Venetiens an Italien wurde im Frieden von Wien vom 3. Oktober 1866 zwischen Italien und Österreich bestätigt, wohingegen das Trentino und Istrien bei der Habsburgermonarchie verblieben. Um eine Demütigung der italienischen Bevölkerung zu vermeiden, die Venetien nicht als Geschenk von Frankreich annehmen wollte, wurde am 21. und 22. Oktober 1866 ein Plebiszit durchgeführt, in dem sich die überwiegende Mehrheit der Befragten für einen Anschluss an Italien aussprach. Im September 1866 kam es zudem in der sizilianischen Stadt Palermo zur „Revolte der siebeneinhalb Tage“ (Rivolta del sette e mezzo). Die Eiserne Krone der Lombardei wurde dem italienischen König übertragen. 
Die Einigung Italiens fand mit der Einnahme Roms (Erstürmung der Porta Pia) am 20. September 1870 ihren wesentlichen, obgleich noch unvollendeten Abschluss.